# Maggie Entenfellner

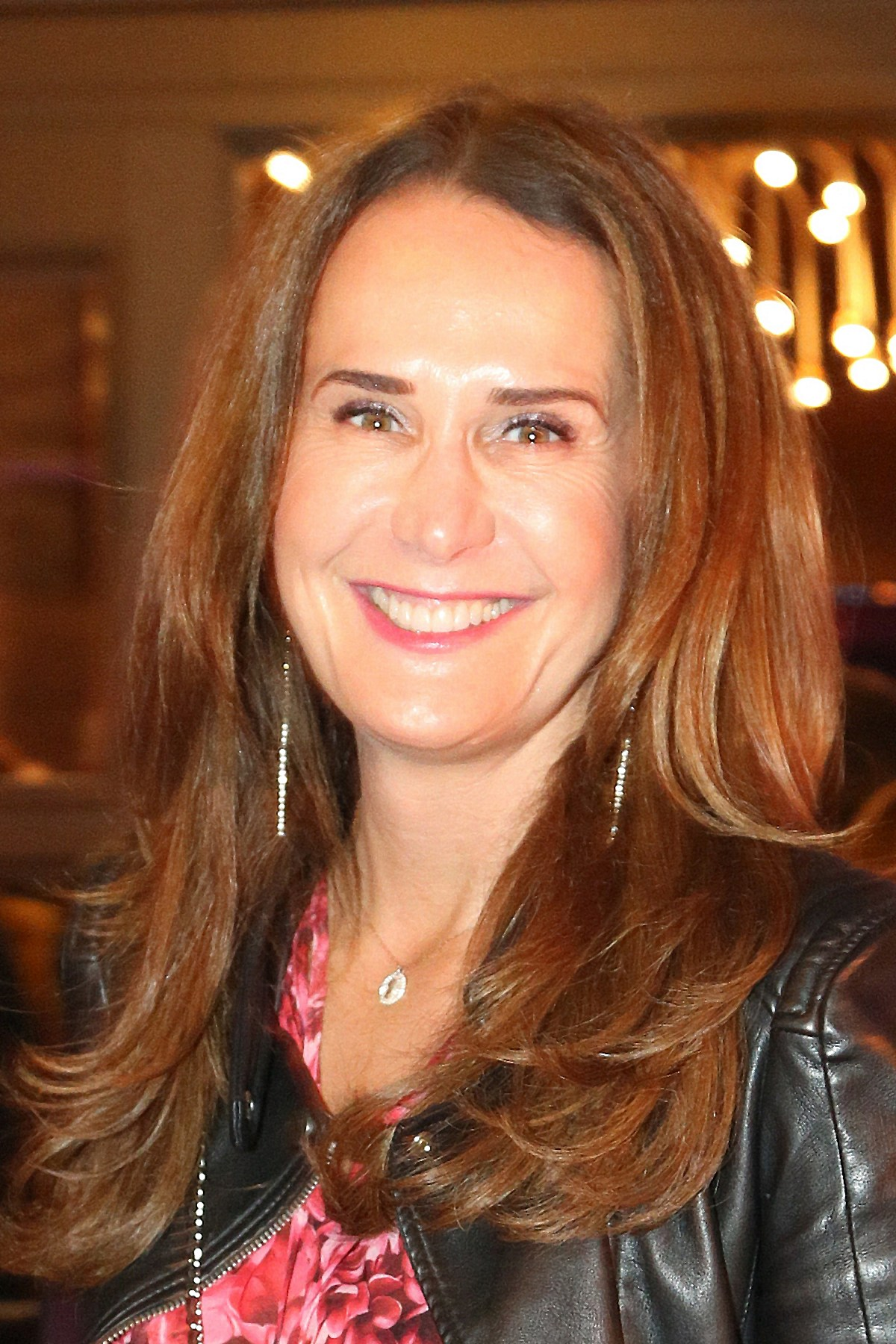
Maggie Entenfellner (2017)

Margarete „Maggie“ Entenfellner  (* 20. Dezember 1968 in St. Pölten, Niederösterreich) ist eine österreichische Tierschützerin, Journalistin und Fernsehmoderatorin.

## Leben
Entenfellner arbeitete zehn Jahre als Flugbegleiterin bei der Fluggesellschaft Lauda Air, bevor sie der Herausgeber und Chefredakteur der Kronenzeitung, Hans Dichand, 1999 als Mitarbeiterin in das Tierressort des Massenblattes holte. Kurz darauf übernahm sie von Edith Klinger deren Kolumne und die Tierecke. 
Sie moderierte von 2007 bis 2012 das wöchentliche ORF-Tiermagazin Tierzuliebe, das ursprünglich als Nachfolgesendung von „Wer will mich?“ von Edith Klinger vorgesehen war, und 2012 eingestellt wurde. Seit 2013 moderiert sie die Sendung Zurück zur Natur, die jeweils sonntags im Nachmittagsprogramm ausgestrahlt wird. 
Maggie Entenfellner ist Gründerin des Vereins „Freunde der Tierecke“ und Autorin mehrerer Sachbücher. Sie wurde 2005 mit dem Tierschutzpreis Roter Bully ausgezeichnet und 2008 für Tierzuliebe mit dem Pressepreis der Österreichischen Tierärztekammer „für ihre exzellenten Beiträge, mit denen der Tierschutz in Österreich einen hohen Stellwert bekommen hat“. Vor dem Europäischen Parlament engagierte sie sich gegen Missstände bei Lebendtiertransporten.
Maggie Entenfellner ist Mutter einer Tochter und ist mit dem Rechtsanwalt Rainer Radlinger verheiratet, der mit ihr gemeinsam im Vorstand der Stiftung Tierschutz sitzt.

## Werke
- HundKatzeVogelMaus: Welches Tier passt zu mir? Der Tierratgeber für Jung & Alt (2003)
- Haustiere (2005)
- very important animals – Tiere und ihre prominenten Besitzer (2006)